# Дослідницький інститут спостережних наук Ар'ябхатта
Дослідницький інститут спостережних наук Ар'ябхатта (англ. Aryabhatta Research Institute of Observational Sciences, ARIES) — науково-дослідний інститут у Найніталі, штат Уттаракханд, Індія, який спеціалізується на астрономії, фізиці Сонця, астрофізиці та дослідженнях атмосфери. Це автономний орган при Департаменті науки і технологій уряду Індії. Інститут розташований на піку Манора (висота 1951 м), близько 9 км від Найніталу. Астрономічна обсерваторія відкрита для відвідування у другій половині дня, а іноді й у місячні ночі за попереднім узгодженням.

## Історія

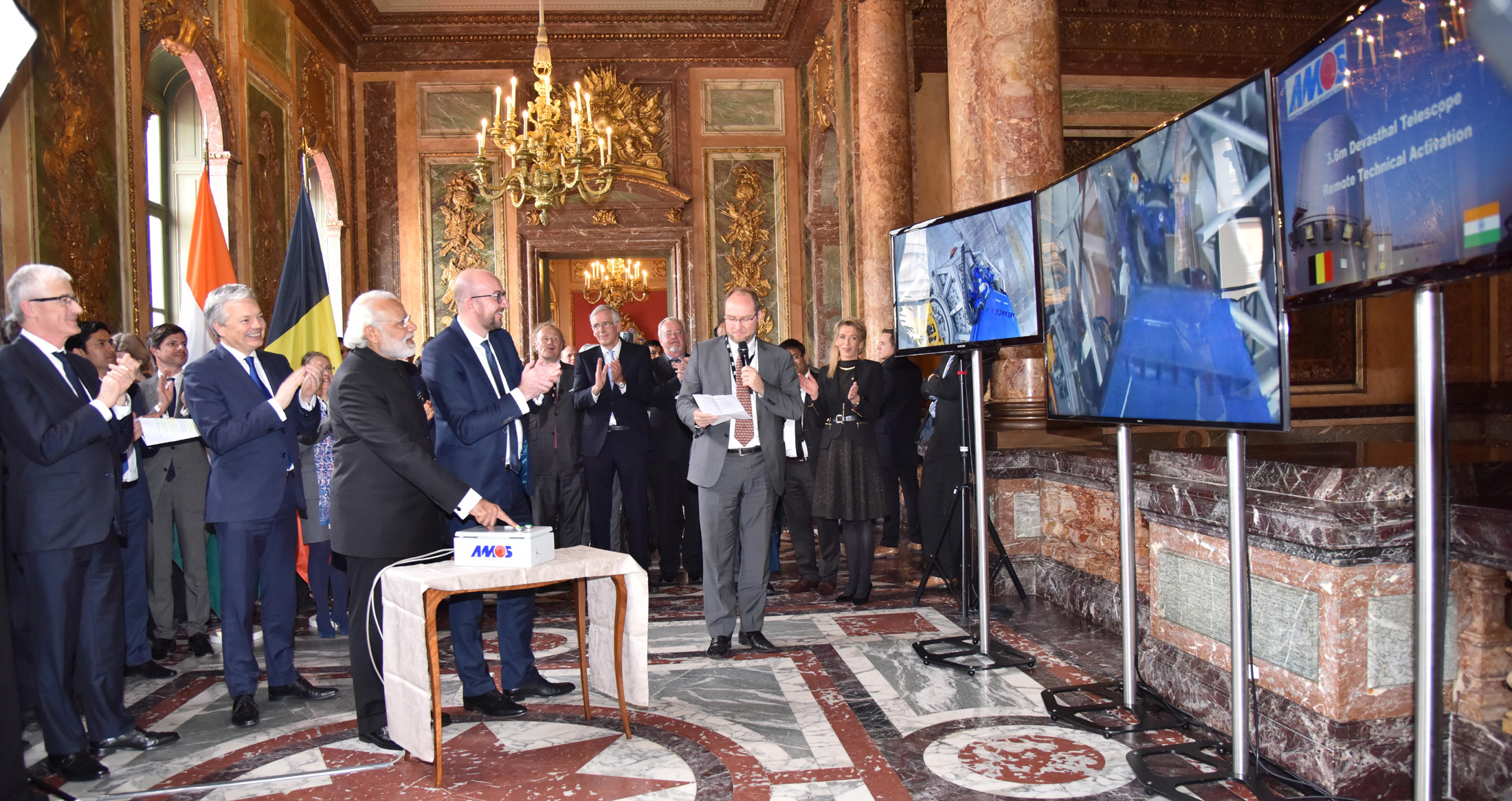
Прем'єр-міністр Індії Нарендра Моді та прем'єр-міністр Бельгії Шарль Мішель дистанційно активують телескоп Дослідницького інституту спостережних наук Ар'ябхатта із Брюсселя 30 березня 2016 року.

Інститут був заснований 20 квітня 1954 року під керівництвом доктора А. Н. Сінгха як Державна обсерваторія штату Уттар-Прадеш (Uttar Pradesh State Observatory, UPSO) у приміщенні Урядового санскритського коледжу, нині відомого як Sampurnanand Sanskrit Vishwavidyalaya, у Варанасі, штат Уттар-Прадеш. З утворенням штату Уттаракханд 9 листопада 2000 року та через своє географічне розташування в межах Уттаракханду обсерваторія перейшла під контроль уряду штату Уттаракханд і була перейменована на Обсерваторію штату (State Observatory, SO). Інститут перейменували на Дослідницький інститут спостережних наук Ар'ябхатта, коли 22 березня 2004 року він перейшов в підпорядкування Департаменту науки та технологій уряду Індії.

## Розташування
Дослідницький інститут спостережних наук Ар'ябхатта має 32,4 га землі на піку Манора, Найнітал, на якій розташовані функціональні та житлові будівлі. Додаткові 4,5 га були придбані в Девашталі, на відстані 50 км, для нових спостережних об'єктів. Обсерваторія має близько 200 ясних ночей на рік і середнє бачення близько 1 кутової секунди.

## Наукове обладнання

### Астрономія та астрофізика
Дослідницька діяльність інституту охоплює теми, пов'язані з сонцем, зорями та галактиками. Зокрема, інститут успішно досліджує зоряні скупчення і гамма-спалахи. Довгота інституту (79° с.д.) розташовує його посередині між Канарськими островами (20° з.д.) і Східною Австралією (157° с.д.). Тому спостереження, які неможливі з Канарських островів чи з Австралії через денне світло, можна проводити з Дослідницького інституту спостережних наук Ар'ябхатта. Завдяки своєму географічному розташуванню інститут зробив внесок у багато областей астрономічних досліджень, зокрема тих, що стосуються змінних в часі астрономічних явищ. Звідси спостерігали багато таких транзієнтів, як затемнювано-подвійні зорі, пульсуючі змінні зорі, гамма-спалахи і наднові. Інші дослідницькі галузі інституту включають сонячну астрономію, зоряну астрономію, зоряні скупчення, фотометричні дослідження галактик і квазарів.
29 березня 2006 року команда вчених з Дослідницького інституту спостережних наук Ар'ябхатта успішно спостерігала повне сонячне затемнення в Анталії. Обсерваторія брала участь у виявленні нових систем кілець навколо Сатурна, Урана та Нептуна.

### Атмосферні науки
Інститут розташований на великій висоті в Центральних Гімалаях, далеко від міст або інших джерел забруднення. Це робить його придатним для дослідження екології, антропогенного впливу на природу, зміни клімату, перенесення забруднюючих речовин на великі відстані та динаміки нижніх шарів атмосфери на півночі Індії.

## Інфраструктура
Дослідницький інститут спостережних наук Ар'ябхатта має власні майстерні для електронного, механічного та оптичного обслуговування приладів. Інститут має сучасний комп'ютерний центр і бібліотеку з понад 10 000 томами наукових журналів і колекцію книг з астрономії, астрофізики та атмосферних наук.

## Зручності
- 3,6-метровий оптичний телескоп в Деваcталі[2]
- 1,3-метровий оптичний телескоп в Деваcталі
- Телескоп Sampurnanand 104 см
- Сонячний телескоп
- 4-метровий Міжнародний телескоп з рідким дзеркалом (ILMT)
- Телескоп Бейкера-Нанна Шмідта (BNST)
- Радар стратосфери тропосфери